# Senat Rzeczypospolitej Polskiej V kadencji (2001–2005)
Senat V kadencji – skład Senatu V kadencji wyłoniony został w wyborach do Sejmu i Senatu przeprowadzonych 23 września 2001.

## Kadencja Senatu
Kadencja Senatu rozpoczęła się 19 października 2001 i trwała do 18 października 2005.

## Marszałek Senatu
Urząd marszałka był nieobsadzony 19 października 2001. Funkcję pełnił Longin Pastusiak od 20 października 2001 do 18 października 2005. 